# توكل أباد (مقاطعة فهرج)
توكل أباد (بالفارسية: توکل‌آباد) هي مستوطنة تقع في كرمان في إيران. يقدر عدد سكانها بـ 199 نسمة بحسب إحصاء 2016.